# Centovalli TI
Centovalli (Comune delle Centovalli) ist eine politische Gemeinde im Schweizer Kanton Tessin. Sie gehört zum Kreis Melezza und zum Bezirk Locarno.

## Geografie
Die Gemeinde Centovalli umfasst den mittleren Teil des gleichnamigen Tals, das von der Melezza durchflossen wird. Die Gemeinde liegt etwa 15 km westlich von Locarno. Auf dem Gemeindegebiet liegen unzählige kleine Dörfer und Weiler, die früher teils selbständige Gemeinden waren: Bordei, Borgnone, Calezzo, Camedo, Corcapolo, Costa sopra Borgnone, Costa sopra Intragna, Cremaso, Cresto, Golino, Intragna, Lionza, Monadello, Moneto, Palagnedra, Pila, Rasa, Salmina, Sassalto, Verdasio und Vosa.
Der tiefste Punkt der Gemeinde liegt beim Zusammenfluss der Melezza mit einem Seitenbach aus dem Val Comora auf ca. 247 Meter über Meer. Der höchste Punkt der Gemeinde ist der Gridone auf 2188 Meter über Meer. Der Gipfel ist gleichzeitig auch der höchste Punkt der Gemeinde Brissago. Hier verläuft die Grenze zu Italien.

## Geschichte
Die alte Gemeinde Centovalli, deren Name in Dokumenten schon Ende des 13. Jahrhunderts erscheint, umfasste die vier Dörfer Camedo, Borgnone, Lionza und Costa Richtung Solivo und Rasa, Bordei, Palagnedra und Moneto Richtung Ovigo. Jedes Dorf stellte seinerseits eine Terra, ein Gebiet dar, das eine gewisse Autonomie der Gemeinde gegenüber genoss und auch eigene Besitztümer hatte. Die alte Gemeinde wurde 1838 aufgelöst; Borgnone, Palagnedra und Rasa verwalteten sich danach selbst.

## Gemeindefusion
Die Gemeinde wurde durch eine auf den 25. Oktober 2009 genehmigte Fusion aus den bis zu diesem Zeitpunkt selbstständigen Gemeinden Borgnone, Intragna und Palagnedra wieder neu gebildet.

## Bevölkerung
| Bevölkerungsentwicklung | Bevölkerungsentwicklung | Bevölkerungsentwicklung | Bevölkerungsentwicklung | Bevölkerungsentwicklung | Bevölkerungsentwicklung | Bevölkerungsentwicklung | Bevölkerungsentwicklung | Bevölkerungsentwicklung |
| ----------------------- | ----------------------- | ----------------------- | ----------------------- | ----------------------- | ----------------------- | ----------------------- | ----------------------- | ----------------------- |
| Jahr                    | 2010                    | 2011                    | 2012                    | 2013                    | 2014                    | 2015                    | 2016                    | 2020                    |
| Einwohner               | 1072                    | 1166                    | 1192                    | 1177                    | 1162                    | 1170                    | 1183                    | 1109                    |

## Sehenswürdigkeiten

Centovalli. Historisches Luftbild von Werner Friedli (1946)
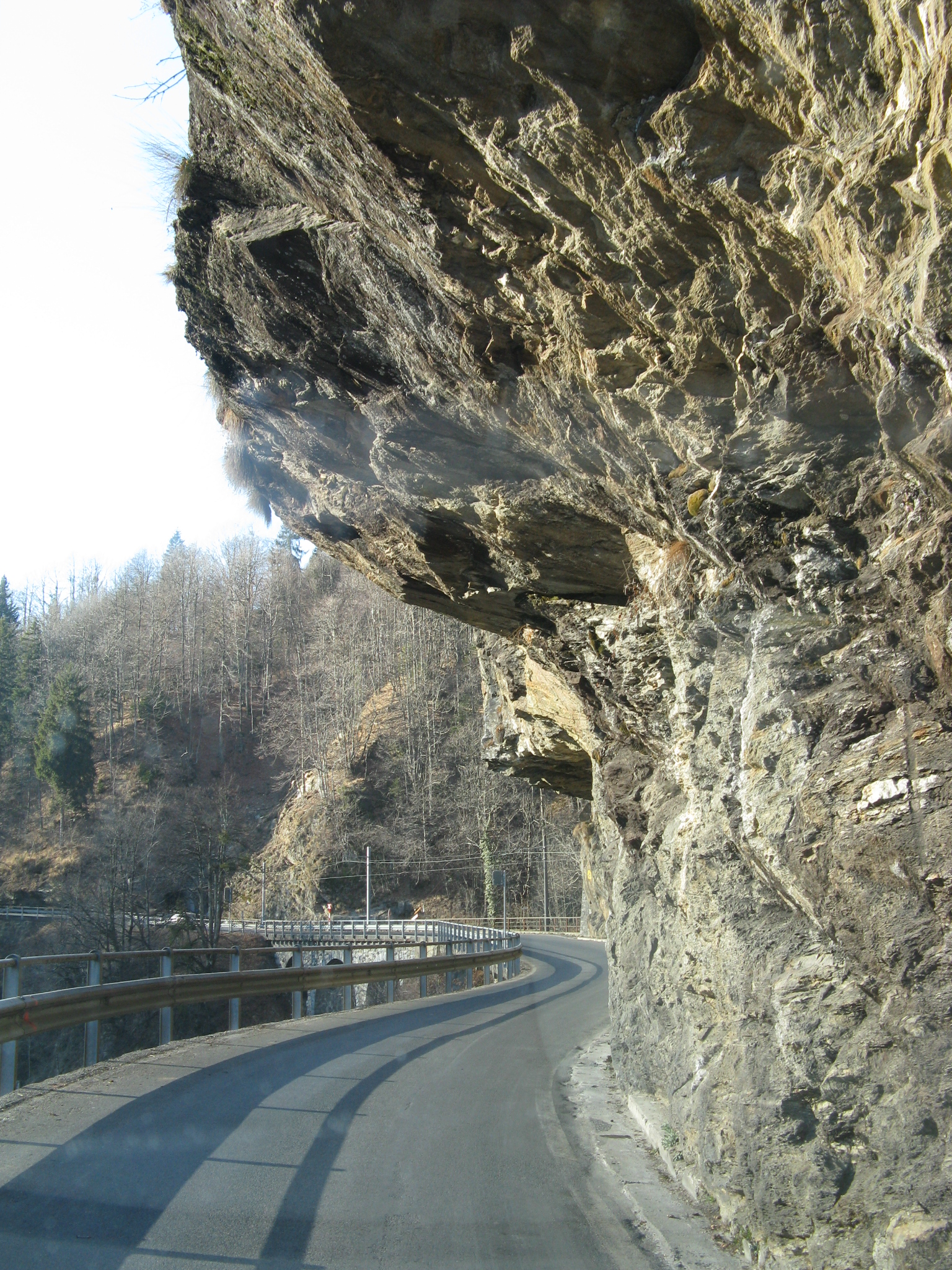
Überhängende Felsen an der Centovalli-Strasse vor Camedo
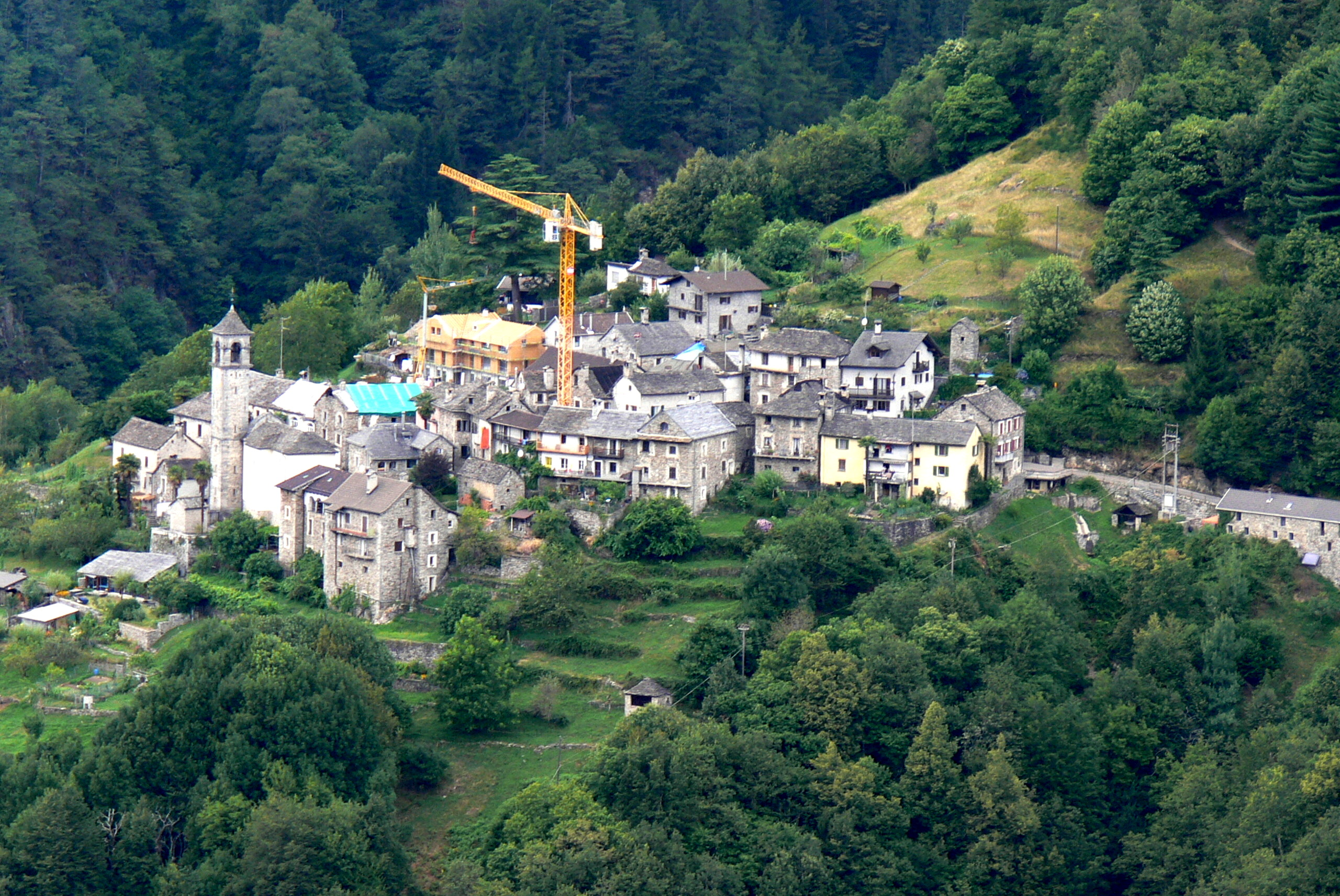
Dorf Verdasio